# Armand Ryfiński

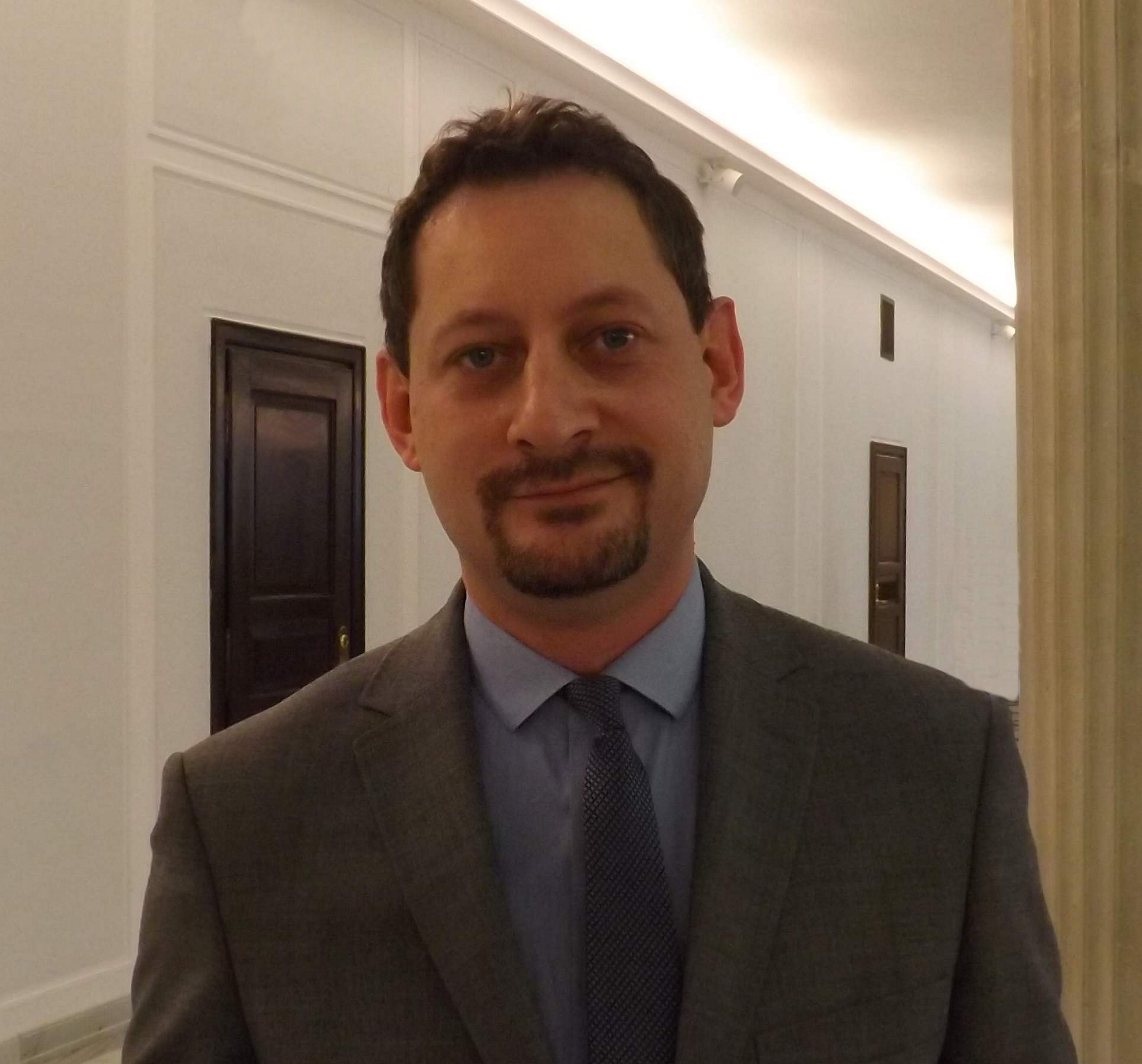
Armand Kamil Ryfiński

Armand Kamil Ryfiński (* 29. November 1974 in Warschau) ist ein polnischer Politiker der Ruch Palikota (Palikot-Bewegung).

## Leben
Armand Ryfiński hat einen Magister als Wirtschaftsingenieur der Hochschule für Versicherungswesen und Bankwirtschaft (Wyższa Szkoła Ubezpieczeń i Bankowości). Später absolvierte er mehrere postgraduelle Studiengänge.
Er war selbständig in der technischen und wirtschaftlichen Risikobewertung tätig. Bei den Selbstverwaltungswahlen 2010 kandidierte er erfolglos für die RACJA Polskiej Lewicy um einen Sitz im Stadtrat Warschaus. Er wechselte zur Ruch Palikota und trat für diese bei den Parlamentswahlen 2011 an. Dabei stimmten 7.812 Wähler im Wahlkreis 17 Radom für Armand Ryfiński, womit er ein Mandat für den Sejm erhielt.
Armand Ryfiński ist verheiratet und hat zwei Kinder.